# Беатриса Силезская
Беатриса Силезская (пол. Beatrycze świdnicka, нем. Beatrix von Schweidnitz; 1290 — 25 августа 1320) — польская принцесса из династии Пястов; по браку — герцогиня Баварии и королева Германии.

## Биография
Беатриса была дочерью Болеслава I Сурового, князя яворского и свидницкого, и его жены Беатрисы, дочери Оттона V, маркграфа Бранденбурга.
После преждевременной смерти отца в 1301 году, Беатриса и её братья и сёстры находились под опекой своего дяди по материнской линии Германа, маркграфа Бранденбург-Зальцведельского. В 1305 года старший сын Болеслава I Бернард достиг совершеннолетия и взял на себя управление отцовскими территориями и заботу о младших братьях и сёстрах..
Именно Бернард, желая заключить союз с Баварией, устроил свадьбу Беатрисы с Людовиком IV, герцогом Верхней Баварии. Свадьба состоялась 14 октября 1308 года. За время брака Беатриса родила шестерых детей, но только трое достигли совершеннолетия: Матильда, Людовик и Стефан.
Герцог Людовик IV был избран королём Германии 20 октября 1314 года. Однако другая фракция избрала королём Фридриха I 19 октября. Два соперничающих короля продолжали враждовать до конца жизни Беатрисы. Она была одной из двух конкурирующих королев Германии — с Изабеллой Арагонской, женой Фридриха I.
Беатриса умерла в Мюнхене, задолго до коронации своего мужа императором Священной Римской империи (в 1328 году). Через два года после её смерти Людовик IV женился на Маргарите II, графине Эно.

## Дети
У Беатрисы и Людовика было пятеро детей:
- Мехтильда (Матильда) (после 21 июня 1313 — 2 июля 1346), муж (с 1323 года) маркграф Мейсена, ландграф Тюрингии Фридрих II Строгий (30 ноября 1310 — 18 ноября 1349)
- Людвиг V (1315—1361), герцог Баварии (с 1347 года), 1-я жена (с 30 ноября 1324 года) Маргарита Датская (1305—1340), дочь короля Дании Кристофера II, 2-я жена (с 10 февраля 1342 года) Маргарита Маульташ (1318—1369), дочь короля Чехии Генриха Хорутанского
- Анна (1316—1319)[3]
- Агнесса (1318 — ?)
- Стефан II (1319—1375), герцог Баварии (с 1347 года), 1-я жена (с 27 июня 1328 года) Елизавета Сицилийская (1309—1349), дочь короля Сицилии Федериго II, 2-я жена (с 14 февраля 1359 года) Маргарита фон Гогенцоллерн (1333—1377), дочь бургграфа Нюрнберга Иоанна II